# Fyen Rundt 2023
Fyen Rundt 2023 var den 112. udgave af det danske cykelløb Fyen Rundt. Det 189,2 km lange linjeløb blev kørt den 14. maj 2023 med start og mål i Middelfart. Løbet var arrangeret af Cykling Odense, og var en del af UCI Europe Tour 2023.
De fleste hold og ryttere var også på startlisten til Grand Prix Herning dagen før.
Løbet blev vundet af danske Carl-Frederik Bévort fra Uno-X DARE Development Team.

## Resultater
| \| Samlede stilling \| Samlede stilling \| Samlede stilling \| Samlede stilling \| Samlede stilling \| \| Rytter \| Rytter \| Hold \| Tid \| \| \| ---------------- \| ---------------------- \| --------------------------- \| ---------------- \| ---------------- \| \| 1. \| Carl-Frederik Bévort \| Uno-X DARE Development \| 4t 17' 48" \| \| \| 2. \| Nicklas Amdi Pedersen \| ColoQuick \| + 1" \| \| \| 3. \| Alexander Salby \| Danmark \| + 2" \| \| \| 4. \| Joshua Gudnitz \| ColoQuick \| + 2" \| \| \| 5. \| Filippo Fortin \| Maloja Pushbikers \| + 3" \| \| \| 6. \| Martijn Budding \| TDT-Unibet \| + 3" \| \| \| 7. \| Mihkel Räim \| ATT Investments \| + 3" \| \| \| 8. \| Matias Malmberg \| Maloja Pushbikers \| + 3" \| \| \| 9. \| Frederik Irgens Jensen \| BHS-PL Beton Bornholm \| + 3" \| \| \| 10. \| Oscar Munk-Olsen \| Aalborg-Sparekassen Danmark \| + 3" \| \| \| 11. \| Mathias Larsen \| Restaurant Suri-Carl Ras \| + 4" \| \| \| 12. \| Tobias Aagaard Hansen \| Leopard TOGT Pro Cycling \| + 4" \| \| \| 13. \| Adrian Banaszek \| HRE Mazowsze Serce Polski \| + 4" \| \| \| 14. \| Joren Bloem \| TDT-Unibet \| + 4" \| \| \| 15. \| Jakub Kaczmarek \| HRE Mazowsze Serce Polski \| + 4" \| \| |                        |                             |            |
| |                        |                             |            |
| Kilde: ProCyclingStats |                        |                             |            |
| Samlede stilling |                        |                             |            |
| Rytter | Rytter                 | Hold                        | Tid        |
| 1. | Carl-Frederik Bévort   | Uno-X DARE Development      | 4t 17' 48" |
| 2. | Nicklas Amdi Pedersen  | ColoQuick                   | + 1"       |
| 3. | Alexander Salby        | Danmark                     | + 2"       |
| 4. | Joshua Gudnitz         | ColoQuick                   | + 2"       |
| 5. | Filippo Fortin         | Maloja Pushbikers           | + 3"       |
| 6. | Martijn Budding        | TDT-Unibet                  | + 3"       |
| 7. | Mihkel Räim            | ATT Investments             | + 3"       |
| 8. | Matias Malmberg        | Maloja Pushbikers           | + 3"       |
| 9. | Frederik Irgens Jensen | BHS-PL Beton Bornholm       | + 3"       |
| 10. | Oscar Munk-Olsen       | Aalborg-Sparekassen Danmark | + 3"       |
| 11. | Mathias Larsen         | Restaurant Suri-Carl Ras    | + 4"       |
| 12. | Tobias Aagaard Hansen  | Leopard TOGT Pro Cycling    | + 4"       |
| 13. | Adrian Banaszek        | HRE Mazowsze Serce Polski   | + 4"       |
| 14. | Joren Bloem            | TDT-Unibet                  | + 4"       |
| 15. | Jakub Kaczmarek        | HRE Mazowsze Serce Polski   | + 4"       |

## Hold
| UCI Kontinentalhold (18)- ARA-Skip Capital - ATT Investments - BHS-PL Beton Bornholm - ColoQuick - Dukla Banská Bystrica - HRE Mazowsze Serce Polski - Kaunas Cycling Team - Leopard TOGT Pro Cycling - Maloja Pushbikers - Motala AIF Serneke Allebike - Restaurant Suri-Carl Ras - Scorpions Racing Team - Team Skyline - TDT-Unibet - Team Coop-Repsol - Uno-X DARE Development Team - Volkerwessels Cycling Team - XSpeed United Continental Landshold- Danmark DCU Elite Teams (7)- CeramicSpeed Herning CK Elite - Aalborg-Sparekassen Danmark - JS.dk - CO:PLAY-Giant Store - Give Elementer - Team Give Steel-2M Cycling Elite - IBT-Tripeak Regional- og klubhold (2)- Cykling Odense - WPGA Amsterdam Racing Academy |
| |

### Startliste
| Danmark DEN | Danmark DEN           | Danmark DEN |
| ----------- | --------------------- | ----------- |
| Nr.         | Rytter                | Placering   |
| 1           | Michael Valgren       | 65.         |
| 2           | Mathias Norsgaard     | 68.         |
| 3           | Alexander Salby       | 3.          |
| 4           | Johan Price-Pejtersen | 87.         |

| Leopard TOGT Pro Cycling LTP | Leopard TOGT Pro Cycling LTP     | Leopard TOGT Pro Cycling LTP |
| ---------------------------- | -------------------------------- | ---------------------------- |
| Nr.                          | Rytter                           | Placering                    |
| 11                           | Tobias Aagaard Hansen (DEN)      | 12.                          |
| 12                           | Cédric Pries (LUX)               | 24.                          |
| 13                           | Mads Østergaard Kristensen (DEN) | 78.                          |
| 14                           | Tom Paquet (LUX)                 | 115.                         |
| 15                           | Robin Juel Skivild (DEN)         | 43.                          |
| 16                           | Oliver Knudsen (DEN)             | 50.                          |

| ColoQuick TCQ | ColoQuick TCQ                 | ColoQuick TCQ |
| ------------- | ----------------------------- | ------------- |
| Nr.           | Rytter                        | Placering     |
| 21            | Sebastian Nielsen (DEN)       | 51.           |
| 22            | Simon Bak (DEN)               | 25.           |
| 23            | Nicklas Amdi Pedersen (DEN)   | 2.            |
| 24            | Magnus Lorents Nielsen (DEN)  | 88.           |
| 25            | Frederik Bjørn Sørensen (DEN) | 86.           |
| 26            | Joshua Gudnitz (DEN)          | 4.            |

| Restaurant Suri-Carl Ras GSH | Restaurant Suri-Carl Ras GSH | Restaurant Suri-Carl Ras GSH |
| ---------------------------- | ---------------------------- | ---------------------------- |
| Nr.                          | Rytter                       | Placering                    |
| 31                           | Jakob Egholm (DEN)           | 26.                          |
| 32                           | Rasmus Bøgh Wallin (DEN)     | 42.                          |
| 33                           | Daniel Stampe (DEN)          | 48.                          |
| 34                           | Mathias Larsen (DEN)         | 11.                          |
| 35                           | Oscar Bluhm (DEN)            | 103.                         |
| 36                           | Martin Pedersen (DEN)        | 120.                         |

| BHS-PL Beton Bornholm BPC | BHS-PL Beton Bornholm BPC              | BHS-PL Beton Bornholm BPC |
| ------------------------- | -------------------------------------- | ------------------------- |
| Nr.                       | Rytter                                 | Placering                 |
| 41                        | Adam Holm Jørgensen (DEN)              | DNF                       |
| 42                        | Mads-Emil Dupont Hougaard (DEN)        | 59.                       |
| 43                        | Oskar Winkler (DEN)                    | DNF                       |
| 44                        | Frederik Irgens Jensen (DEN)           | 9.                        |
| 45                        | Boas Lysgaard (DEN)                    | 35.                       |
| 46                        | Nicklas Lilleskov Falk Rasmussen (DEN) | 55.                       |

| Uno-X DARE Development UDT | Uno-X DARE Development UDT      | Uno-X DARE Development UDT |
| -------------------------- | ------------------------------- | -------------------------- |
| Nr.                        | Rytter                          | Placering                  |
| 51                         | Simon Dalby (DEN)               | 67.                        |
| 52                         | Carl-Frederik Bévort (DEN)      | 1.                         |
| 53                         | Alfred Grenaae (DEN)            | 33.                        |
| 54                         | Sebastian Kirkedam Larsen (NOR) | DNS                        |
| 55                         | Daniel Årnes (NOR)              | 44.                        |
| 56                         | Lasse Norman Leth (DEN)         | 20.                        |

| HRE Mazowsze Serce Polski MSP | HRE Mazowsze Serce Polski MSP     | HRE Mazowsze Serce Polski MSP |
| ----------------------------- | --------------------------------- | ----------------------------- |
| Nr.                           | Rytter                            | Placering                     |
| 61                            | Jeppe Aaskov Pallesen (DEN)       | 69.                           |
| 62                            | Adrian Banaszek (POL)             | 13.                           |
| 63                            | Norbert Banaszek (POL) (landevej) | 71.                           |
| 64                            | Jakub Kaczmarek (POL)             | 15.                           |
| 65                            | Tobiasz Pawlak (POL)              | 79.                           |
| 66                            | Adam Stachowiak (POL)             | 80.                           |

| Scorpions Racing Team SRT | Scorpions Racing Team SRT | Scorpions Racing Team SRT |
| ------------------------- | ------------------------- | ------------------------- |
| Nr.                       | Rytter                    | Placering                 |
| 71                        | Marvin Peters (NED)       | 105.                      |
| 72                        | Niek Voogt (NED)          | 23.                       |
| 73                        | Jasper Huitema (NED)      | 53.                       |
| 74                        | Hugo Kars (NED)           | 77.                       |
| 76                        | Quint van der Leeuw (NED) | 117.                      |

| TDT-Unibet TDT | TDT-Unibet TDT           | TDT-Unibet TDT |
| -------------- | ------------------------ | -------------- |
| Nr.            | Rytter                   | Placering      |
| 81             | Abram Stockman (BEL)     | 84.            |
| 82             | Davide Bomboi (BEL)      | 82.            |
| 83             | Joren Bloem (NED)        | 14.            |
| 84             | Hartthijs de Vries (NED) | 83.            |
| 85             | Yentl Vandevelde (BEL)   | 41.            |
| 86             | Martijn Budding (NED)    | 6.             |

| Maloja Pushbikers PBS | Maloja Pushbikers PBS   | Maloja Pushbikers PBS |
| --------------------- | ----------------------- | --------------------- |
| Nr.                   | Rytter                  | Placering             |
| 91                    | Matias Malmberg (DEN)   | 8.                    |
| 92                    | Felix James Meo (NZL)   | DNF                   |
| 93                    | Liam Bertazzo (ITA)     | DNF                   |
| 94                    | Fabian Steininger (AUT) | 127.                  |
| 95                    | Philip Weber (GER)      | DNF                   |
| 96                    | Filippo Fortin (ITA)    | 5.                    |

| XSpeed United Continental XSU | XSpeed United Continental XSU | XSpeed United Continental XSU |
| ----------------------------- | ----------------------------- | ----------------------------- |
| Nr.                           | Rytter                        | Placering                     |
| 101                           | Mark Groeneveld (NED)         | 130.                          |
| 102                           | Brett Stoppa (CAN)            | 129.                          |
| 103                           | Kristian Klevgård (NOR)       | 60.                           |
| 104                           | Matthew King (GBR)            | DNF                           |
| 105                           | Daniel Koszela (CAN)          | 46.                           |
| 106                           | James Somerfield (GBR)        | DNF                           |

| ARA-Skip Capital ARA | ARA-Skip Capital ARA  | ARA-Skip Capital ARA |
| -------------------- | --------------------- | -------------------- |
| Nr.                  | Rytter                | Placering            |
| 111                  | Tyler Tomkinson (AUS) | 107.                 |
| 112                  | Declan Trezise (AUS)  | DNF                  |
| 113                  | Oliver Bleddyn (AUS)  | 73.                  |
| 114                  | Brady Gilmore (AUS)   | 89.                  |
| 115                  | Hamish McKenzie (AUS) | 21.                  |
| 116                  | Blake Agnoletto (AUS) | 34.                  |

| Dukla Banská Bystrica DKB | Dukla Banská Bystrica DKB | Dukla Banská Bystrica DKB |
| ------------------------- | ------------------------- | ------------------------- |
| Nr.                       | Rytter                    | Placering                 |
| 121                       | Lukáš Kubiš (SVK)         | 39.                       |
| 122                       | Jakub Galovič (SVK)       | 93.                       |
| 123                       | Pavol Rovder (SVK)        | 57.                       |
| 124                       | Simon Nagy (SVK)          | 99.                       |
| 125                       | Dávid Kaško (SVK)         | 119.                      |
| 126                       | Denis Hoza (SVK)          | 116.                      |

| VolkerWessels Cycling Team VWE | VolkerWessels Cycling Team VWE  | VolkerWessels Cycling Team VWE |
| ------------------------------ | ------------------------------- | ------------------------------ |
| Nr.                            | Rytter                          | Placering                      |
| 131                            | Jord Baak (NED)                 | 28.                            |
| 132                            | Tijmen Eising (NED)             | 75.                            |
| 133                            | Max Kroonen (NED)               | 85.                            |
| 134                            | Nick van der Meer (NED)         | 121.                           |
| 135                            | Daan van Sintmaartensdijk (NED) | 18.                            |
| 136                            | Coen Vermeltfoort (NED)         | 122.                           |

| ATT Investments ATT | ATT Investments ATT          | ATT Investments ATT |
| ------------------- | ---------------------------- | ------------------- |
| Nr.                 | Rytter                       | Placering           |
| 141                 | Mihkel Räim (EST) (landevej) | 7.                  |
| 142                 | Gert Kivistik (EST)          | 45.                 |
| 143                 | Matěj Stránský (CZE)         | 92.                 |
| 144                 | Tomáš Jakoubek (CZE)         | 17.                 |
| 146                 | Michal Schuran (CZE)         | 101.                |

| Team Skyline TSL | Team Skyline TSL       | Team Skyline TSL |
| ---------------- | ---------------------- | ---------------- |
| Nr.              | Rytter                 | Placering        |
| 151              | Cian Keogh (IRL)       | DNF              |
| 152              | Nick Kleban (CAN)      | 40.              |
| 153              | Joseph Lupien (CAN)    | DNF              |
| 154              | Chaz Turmon (USA)      | DNF              |
| 155              | Stephen Pimentel (USA) | DNF              |
| 156              | David Gabrick (USA)    | DNF              |

| Team Coop-Repsol TCR | Team Coop-Repsol TCR          | Team Coop-Repsol TCR |
| -------------------- | ----------------------------- | -------------------- |
| Nr.                  | Rytter                        | Placering            |
| 161                  | Eirik Lunder (NOR)            | 27.                  |
| 162                  | Håkon Aalrust (NOR)           | 58.                  |
| 163                  | Amund Haakonsen (NOR)         | 56.                  |
| 164                  | Anton Stensby (NOR)           | 16.                  |
| 165                  | Johan Ravnøy (NOR)            | 54.                  |
| 166                  | Karsten Larsen Feldmann (NOR) | 81.                  |

| Kaunas Cycling Team KCC | Kaunas Cycling Team KCC           | Kaunas Cycling Team KCC |
| ----------------------- | --------------------------------- | ----------------------- |
| Nr.                     | Rytter                            | Placering               |
| 171                     | Venantas Lašinis (LTU) (landevej) | 30.                     |
| 172                     | Mantas Balčiūnas (LTU)            | DNF                     |
| 173                     | Gustas Raugala (LTU)              | DNF                     |
| 174                     | Deividas Valiūnas (LTU)           | DNF                     |
| 175                     | Martynas Tomkus (LTU)             | DNF                     |
| 176                     | Tadas Sereika (LTU)               | DNF                     |

| Motala AIF Serneke Allebike MSA | Motala AIF Serneke Allebike MSA | Motala AIF Serneke Allebike MSA |
| ------------------------------- | ------------------------------- | ------------------------------- |
| Nr.                             | Rytter                          | Placering                       |
| 181                             | Eric Pedersen (SWE)             | 104.                            |
| 182                             | Jonathan Ahlsson (SWE)          | 76.                             |
| 183                             | Niklas Jagerstål (SWE)          | 96.                             |
| 184                             | Filip Mård (SWE)                | 94.                             |
| 186                             | Acke Dahlblom (SWE)             | 38.                             |

| CeramicSpeed Herning CK Elite ___ | CeramicSpeed Herning CK Elite ___ | CeramicSpeed Herning CK Elite ___ |
| --------------------------------- | --------------------------------- | --------------------------------- |
| Nr.                               | Rytter                            | Placering                         |
| 191                               | Jonas Nordal Jakobsen             | 52.                               |
| 192                               | Gustav Lorenzen (DEN)             | 102.                              |
| 193                               | Malthe Sand Thomsen               | 70.                               |
| 194                               | Gustav Ferdinand Lau              | 90.                               |
| 195                               | Christian Gorm Albrechtsen        | 123.                              |
| 196                               | Casper Kaysen                     | DNF                               |

| Aalborg-Sparekassen Danmark ___ | Aalborg-Sparekassen Danmark ___ | Aalborg-Sparekassen Danmark ___ |
| ------------------------------- | ------------------------------- | ------------------------------- |
| Nr.                             | Rytter                          | Placering                       |
| 201                             | Hugo Bruun van Deurs            | DNF                             |
| 202                             | Jacob Gye Madsen                | 74.                             |
| 203                             | Oscar Munk-Olsen                | 10.                             |
| 204                             | Kevin Biehl (DEN)               | 37.                             |
| 205                             | Alexandru Ionuț Antoniu (ROU)   | 64.                             |
| 206                             | Jonas Sørensen                  | 100.                            |

| JS.dk ___ | JS.dk ___                   | JS.dk ___ |
| --------- | --------------------------- | --------- |
| Nr.       | Rytter                      | Placering |
| 211       | Morten Gadgaard (DEN)       | DNF       |
| 212       | Mads Bak Bjerregaard        | 124.      |
| 213       | Ruben Zilas Larsen          | DNF       |
| 214       | Nils Lau Nyborg Broge (DEN) | 49.       |
| 215       | Søren Vosgerau (DEN)        | 106.      |
| 216       | Jeppe Andreasen             | DNF       |

| CO:PLAY-Giant Store ___ | CO:PLAY-Giant Store ___ | CO:PLAY-Giant Store ___ |
| ----------------------- | ----------------------- | ----------------------- |
| Nr.                     | Rytter                  | Placering               |
| 221                     | Daniel Lemvig Lond      | 22.                     |
| 222                     | Mikkel Øritsland (DEN)  | 18.                     |
| 223                     | Poul Holten Andersen    | 66.                     |
| 224                     | Mathias Matz (DEN)      | 91.                     |
| 225                     | Tobias Kongstad (DEN)   | 110.                    |
| 226                     | Pelle Køster (DEN)      | 36.                     |

| Give Elementer ___ | Give Elementer ___          | Give Elementer ___ |
| ------------------ | --------------------------- | ------------------ |
| Nr.                | Rytter                      | Placering          |
| 231                | Martin Szokody              | 108.               |
| 232                | Emil Tønnesen               | 126.               |
| 233                | Jacob Schebye               | DNF                |
| 234                | Magnus Bächler              | DNS                |
| 235                | Jacob Christian Vestergaard | 98.                |
| 236                | Mathias Kirk                | 109.               |

| IBT-Tripeak ___ | IBT-Tripeak ___         | IBT-Tripeak ___ |
| --------------- | ----------------------- | --------------- |
| Nr.             | Rytter                  | Placering       |
| 241             | Marckus Njor            | 47.             |
| 242             | Hjalmar Klyver (SWE)    | 32.             |
| 243             | Wincent Wallinder (SWE) | 29.             |
| 244             | Peter Asbjørn Hansen    | 111.            |
| 245             | Sam Hodge (GBR)         | 72.             |
| 246             | Frederik Hammer         | DNS             |

| Team Give Steel-2M Cycling Elite ___ | Team Give Steel-2M Cycling Elite ___ | Team Give Steel-2M Cycling Elite ___ |
| ------------------------------------ | ------------------------------------ | ------------------------------------ |
| Nr.                                  | Rytter                               | Placering                            |
| 251                                  | Kasper Jul Øhlenschlæger             | 95.                                  |
| 252                                  | Tobias Aarup Levring                 | 62.                                  |
| 253                                  | Lucas Pihl Gaihede                   | 125.                                 |
| 254                                  | Oskar Rønn                           | 113.                                 |
| 255                                  | Mikkel Weber Zeyn                    | DNF                                  |
| 256                                  | Erik Christoffersen                  | DNF                                  |

| WPGA Amsterdam Racing Academy ___ | WPGA Amsterdam Racing Academy ___ | WPGA Amsterdam Racing Academy ___ |
| --------------------------------- | --------------------------------- | --------------------------------- |
| Nr.                               | Rytter                            | Placering                         |
| 261                               | Pieter Dekker (NED)               | 112.                              |
| 262                               | Tom Jonkmans (NED)                | DNF                               |
| 264                               | Igor Baars (NED)                  | 118.                              |
| 265                               | Finn Roumen (NED)                 | DNF                               |
| 266                               | Sven Burger (NED)                 | 61.                               |

| Cykling Odense ___ | Cykling Odense ___     | Cykling Odense ___ |
| ------------------ | ---------------------- | ------------------ |
| Nr.                | Rytter                 | Placering          |
| 271                | Arne Birkemose         | 63.                |
| 272                | Karl-Erik Rosendahl    | 114.               |
| 273                | Ian Millennium         | 31.                |
| 274                | Thomas Hald            | 97.                |
| 275                | Martin Hessner Nielsen | DNF                |
| 276                | Sebastian Juul         | 128.               |

| Danmark DEN | Danmark DEN           | Danmark DEN |
| ----------- | --------------------- | ----------- |
| Nr.         | Rytter                | Placering   |
| 1           | Michael Valgren       | 65.         |
| 2           | Mathias Norsgaard     | 68.         |
| 3           | Alexander Salby       | 3.          |
| 4           | Johan Price-Pejtersen | 87.         |

| Leopard TOGT Pro Cycling LTP | Leopard TOGT Pro Cycling LTP     | Leopard TOGT Pro Cycling LTP |
| ---------------------------- | -------------------------------- | ---------------------------- |
| Nr.                          | Rytter                           | Placering                    |
| 11                           | Tobias Aagaard Hansen (DEN)      | 12.                          |
| 12                           | Cédric Pries (LUX)               | 24.                          |
| 13                           | Mads Østergaard Kristensen (DEN) | 78.                          |
| 14                           | Tom Paquet (LUX)                 | 115.                         |
| 15                           | Robin Juel Skivild (DEN)         | 43.                          |
| 16                           | Oliver Knudsen (DEN)             | 50.                          |

| ColoQuick TCQ | ColoQuick TCQ                 | ColoQuick TCQ |
| ------------- | ----------------------------- | ------------- |
| Nr.           | Rytter                        | Placering     |
| 21            | Sebastian Nielsen (DEN)       | 51.           |
| 22            | Simon Bak (DEN)               | 25.           |
| 23            | Nicklas Amdi Pedersen (DEN)   | 2.            |
| 24            | Magnus Lorents Nielsen (DEN)  | 88.           |
| 25            | Frederik Bjørn Sørensen (DEN) | 86.           |
| 26            | Joshua Gudnitz (DEN)          | 4.            |

| Restaurant Suri-Carl Ras GSH | Restaurant Suri-Carl Ras GSH | Restaurant Suri-Carl Ras GSH |
| ---------------------------- | ---------------------------- | ---------------------------- |
| Nr.                          | Rytter                       | Placering                    |
| 31                           | Jakob Egholm (DEN)           | 26.                          |
| 32                           | Rasmus Bøgh Wallin (DEN)     | 42.                          |
| 33                           | Daniel Stampe (DEN)          | 48.                          |
| 34                           | Mathias Larsen (DEN)         | 11.                          |
| 35                           | Oscar Bluhm (DEN)            | 103.                         |
| 36                           | Martin Pedersen (DEN)        | 120.                         |

| BHS-PL Beton Bornholm BPC | BHS-PL Beton Bornholm BPC              | BHS-PL Beton Bornholm BPC |
| ------------------------- | -------------------------------------- | ------------------------- |
| Nr.                       | Rytter                                 | Placering                 |
| 41                        | Adam Holm Jørgensen (DEN)              | DNF                       |
| 42                        | Mads-Emil Dupont Hougaard (DEN)        | 59.                       |
| 43                        | Oskar Winkler (DEN)                    | DNF                       |
| 44                        | Frederik Irgens Jensen (DEN)           | 9.                        |
| 45                        | Boas Lysgaard (DEN)                    | 35.                       |
| 46                        | Nicklas Lilleskov Falk Rasmussen (DEN) | 55.                       |

| Uno-X DARE Development UDT | Uno-X DARE Development UDT      | Uno-X DARE Development UDT |
| -------------------------- | ------------------------------- | -------------------------- |
| Nr.                        | Rytter                          | Placering                  |
| 51                         | Simon Dalby (DEN)               | 67.                        |
| 52                         | Carl-Frederik Bévort (DEN)      | 1.                         |
| 53                         | Alfred Grenaae (DEN)            | 33.                        |
| 54                         | Sebastian Kirkedam Larsen (NOR) | DNS                        |
| 55                         | Daniel Årnes (NOR)              | 44.                        |
| 56                         | Lasse Norman Leth (DEN)         | 20.                        |

| HRE Mazowsze Serce Polski MSP | HRE Mazowsze Serce Polski MSP     | HRE Mazowsze Serce Polski MSP |
| ----------------------------- | --------------------------------- | ----------------------------- |
| Nr.                           | Rytter                            | Placering                     |
| 61                            | Jeppe Aaskov Pallesen (DEN)       | 69.                           |
| 62                            | Adrian Banaszek (POL)             | 13.                           |
| 63                            | Norbert Banaszek (POL) (landevej) | 71.                           |
| 64                            | Jakub Kaczmarek (POL)             | 15.                           |
| 65                            | Tobiasz Pawlak (POL)              | 79.                           |
| 66                            | Adam Stachowiak (POL)             | 80.                           |

| Scorpions Racing Team SRT | Scorpions Racing Team SRT | Scorpions Racing Team SRT |
| ------------------------- | ------------------------- | ------------------------- |
| Nr.                       | Rytter                    | Placering                 |
| 71                        | Marvin Peters (NED)       | 105.                      |
| 72                        | Niek Voogt (NED)          | 23.                       |
| 73                        | Jasper Huitema (NED)      | 53.                       |
| 74                        | Hugo Kars (NED)           | 77.                       |
| 76                        | Quint van der Leeuw (NED) | 117.                      |

| TDT-Unibet TDT | TDT-Unibet TDT           | TDT-Unibet TDT |
| -------------- | ------------------------ | -------------- |
| Nr.            | Rytter                   | Placering      |
| 81             | Abram Stockman (BEL)     | 84.            |
| 82             | Davide Bomboi (BEL)      | 82.            |
| 83             | Joren Bloem (NED)        | 14.            |
| 84             | Hartthijs de Vries (NED) | 83.            |
| 85             | Yentl Vandevelde (BEL)   | 41.            |
| 86             | Martijn Budding (NED)    | 6.             |

| Maloja Pushbikers PBS | Maloja Pushbikers PBS   | Maloja Pushbikers PBS |
| --------------------- | ----------------------- | --------------------- |
| Nr.                   | Rytter                  | Placering             |
| 91                    | Matias Malmberg (DEN)   | 8.                    |
| 92                    | Felix James Meo (NZL)   | DNF                   |
| 93                    | Liam Bertazzo (ITA)     | DNF                   |
| 94                    | Fabian Steininger (AUT) | 127.                  |
| 95                    | Philip Weber (GER)      | DNF                   |
| 96                    | Filippo Fortin (ITA)    | 5.                    |

| XSpeed United Continental XSU | XSpeed United Continental XSU | XSpeed United Continental XSU |
| ----------------------------- | ----------------------------- | ----------------------------- |
| Nr.                           | Rytter                        | Placering                     |
| 101                           | Mark Groeneveld (NED)         | 130.                          |
| 102                           | Brett Stoppa (CAN)            | 129.                          |
| 103                           | Kristian Klevgård (NOR)       | 60.                           |
| 104                           | Matthew King (GBR)            | DNF                           |
| 105                           | Daniel Koszela (CAN)          | 46.                           |
| 106                           | James Somerfield (GBR)        | DNF                           |

| ARA-Skip Capital ARA | ARA-Skip Capital ARA  | ARA-Skip Capital ARA |
| -------------------- | --------------------- | -------------------- |
| Nr.                  | Rytter                | Placering            |
| 111                  | Tyler Tomkinson (AUS) | 107.                 |
| 112                  | Declan Trezise (AUS)  | DNF                  |
| 113                  | Oliver Bleddyn (AUS)  | 73.                  |
| 114                  | Brady Gilmore (AUS)   | 89.                  |
| 115                  | Hamish McKenzie (AUS) | 21.                  |
| 116                  | Blake Agnoletto (AUS) | 34.                  |

| Dukla Banská Bystrica DKB | Dukla Banská Bystrica DKB | Dukla Banská Bystrica DKB |
| ------------------------- | ------------------------- | ------------------------- |
| Nr.                       | Rytter                    | Placering                 |
| 121                       | Lukáš Kubiš (SVK)         | 39.                       |
| 122                       | Jakub Galovič (SVK)       | 93.                       |
| 123                       | Pavol Rovder (SVK)        | 57.                       |
| 124                       | Simon Nagy (SVK)          | 99.                       |
| 125                       | Dávid Kaško (SVK)         | 119.                      |
| 126                       | Denis Hoza (SVK)          | 116.                      |

| VolkerWessels Cycling Team VWE | VolkerWessels Cycling Team VWE  | VolkerWessels Cycling Team VWE |
| ------------------------------ | ------------------------------- | ------------------------------ |
| Nr.                            | Rytter                          | Placering                      |
| 131                            | Jord Baak (NED)                 | 28.                            |
| 132                            | Tijmen Eising (NED)             | 75.                            |
| 133                            | Max Kroonen (NED)               | 85.                            |
| 134                            | Nick van der Meer (NED)         | 121.                           |
| 135                            | Daan van Sintmaartensdijk (NED) | 18.                            |
| 136                            | Coen Vermeltfoort (NED)         | 122.                           |

| ATT Investments ATT | ATT Investments ATT          | ATT Investments ATT |
| ------------------- | ---------------------------- | ------------------- |
| Nr.                 | Rytter                       | Placering           |
| 141                 | Mihkel Räim (EST) (landevej) | 7.                  |
| 142                 | Gert Kivistik (EST)          | 45.                 |
| 143                 | Matěj Stránský (CZE)         | 92.                 |
| 144                 | Tomáš Jakoubek (CZE)         | 17.                 |
| 146                 | Michal Schuran (CZE)         | 101.                |

| Team Skyline TSL | Team Skyline TSL       | Team Skyline TSL |
| ---------------- | ---------------------- | ---------------- |
| Nr.              | Rytter                 | Placering        |
| 151              | Cian Keogh (IRL)       | DNF              |
| 152              | Nick Kleban (CAN)      | 40.              |
| 153              | Joseph Lupien (CAN)    | DNF              |
| 154              | Chaz Turmon (USA)      | DNF              |
| 155              | Stephen Pimentel (USA) | DNF              |
| 156              | David Gabrick (USA)    | DNF              |

| Team Coop-Repsol TCR | Team Coop-Repsol TCR          | Team Coop-Repsol TCR |
| -------------------- | ----------------------------- | -------------------- |
| Nr.                  | Rytter                        | Placering            |
| 161                  | Eirik Lunder (NOR)            | 27.                  |
| 162                  | Håkon Aalrust (NOR)           | 58.                  |
| 163                  | Amund Haakonsen (NOR)         | 56.                  |
| 164                  | Anton Stensby (NOR)           | 16.                  |
| 165                  | Johan Ravnøy (NOR)            | 54.                  |
| 166                  | Karsten Larsen Feldmann (NOR) | 81.                  |

| Kaunas Cycling Team KCC | Kaunas Cycling Team KCC           | Kaunas Cycling Team KCC |
| ----------------------- | --------------------------------- | ----------------------- |
| Nr.                     | Rytter                            | Placering               |
| 171                     | Venantas Lašinis (LTU) (landevej) | 30.                     |
| 172                     | Mantas Balčiūnas (LTU)            | DNF                     |
| 173                     | Gustas Raugala (LTU)              | DNF                     |
| 174                     | Deividas Valiūnas (LTU)           | DNF                     |
| 175                     | Martynas Tomkus (LTU)             | DNF                     |
| 176                     | Tadas Sereika (LTU)               | DNF                     |

| Motala AIF Serneke Allebike MSA | Motala AIF Serneke Allebike MSA | Motala AIF Serneke Allebike MSA |
| ------------------------------- | ------------------------------- | ------------------------------- |
| Nr.                             | Rytter                          | Placering                       |
| 181                             | Eric Pedersen (SWE)             | 104.                            |
| 182                             | Jonathan Ahlsson (SWE)          | 76.                             |
| 183                             | Niklas Jagerstål (SWE)          | 96.                             |
| 184                             | Filip Mård (SWE)                | 94.                             |
| 186                             | Acke Dahlblom (SWE)             | 38.                             |

| CeramicSpeed Herning CK Elite ___ | CeramicSpeed Herning CK Elite ___ | CeramicSpeed Herning CK Elite ___ |
| --------------------------------- | --------------------------------- | --------------------------------- |
| Nr.                               | Rytter                            | Placering                         |
| 191                               | Jonas Nordal Jakobsen             | 52.                               |
| 192                               | Gustav Lorenzen (DEN)             | 102.                              |
| 193                               | Malthe Sand Thomsen               | 70.                               |
| 194                               | Gustav Ferdinand Lau              | 90.                               |
| 195                               | Christian Gorm Albrechtsen        | 123.                              |
| 196                               | Casper Kaysen                     | DNF                               |

| Aalborg-Sparekassen Danmark ___ | Aalborg-Sparekassen Danmark ___ | Aalborg-Sparekassen Danmark ___ |
| ------------------------------- | ------------------------------- | ------------------------------- |
| Nr.                             | Rytter                          | Placering                       |
| 201                             | Hugo Bruun van Deurs            | DNF                             |
| 202                             | Jacob Gye Madsen                | 74.                             |
| 203                             | Oscar Munk-Olsen                | 10.                             |
| 204                             | Kevin Biehl (DEN)               | 37.                             |
| 205                             | Alexandru Ionuț Antoniu (ROU)   | 64.                             |
| 206                             | Jonas Sørensen                  | 100.                            |

| JS.dk ___ | JS.dk ___                   | JS.dk ___ |
| --------- | --------------------------- | --------- |
| Nr.       | Rytter                      | Placering |
| 211       | Morten Gadgaard (DEN)       | DNF       |
| 212       | Mads Bak Bjerregaard        | 124.      |
| 213       | Ruben Zilas Larsen          | DNF       |
| 214       | Nils Lau Nyborg Broge (DEN) | 49.       |
| 215       | Søren Vosgerau (DEN)        | 106.      |
| 216       | Jeppe Andreasen             | DNF       |

| CO:PLAY-Giant Store ___ | CO:PLAY-Giant Store ___ | CO:PLAY-Giant Store ___ |
| ----------------------- | ----------------------- | ----------------------- |
| Nr.                     | Rytter                  | Placering               |
| 221                     | Daniel Lemvig Lond      | 22.                     |
| 222                     | Mikkel Øritsland (DEN)  | 18.                     |
| 223                     | Poul Holten Andersen    | 66.                     |
| 224                     | Mathias Matz (DEN)      | 91.                     |
| 225                     | Tobias Kongstad (DEN)   | 110.                    |
| 226                     | Pelle Køster (DEN)      | 36.                     |

| Give Elementer ___ | Give Elementer ___          | Give Elementer ___ |
| ------------------ | --------------------------- | ------------------ |
| Nr.                | Rytter                      | Placering          |
| 231                | Martin Szokody              | 108.               |
| 232                | Emil Tønnesen               | 126.               |
| 233                | Jacob Schebye               | DNF                |
| 234                | Magnus Bächler              | DNS                |
| 235                | Jacob Christian Vestergaard | 98.                |
| 236                | Mathias Kirk                | 109.               |

| IBT-Tripeak ___ | IBT-Tripeak ___         | IBT-Tripeak ___ |
| --------------- | ----------------------- | --------------- |
| Nr.             | Rytter                  | Placering       |
| 241             | Marckus Njor            | 47.             |
| 242             | Hjalmar Klyver (SWE)    | 32.             |
| 243             | Wincent Wallinder (SWE) | 29.             |
| 244             | Peter Asbjørn Hansen    | 111.            |
| 245             | Sam Hodge (GBR)         | 72.             |
| 246             | Frederik Hammer         | DNS             |

| Team Give Steel-2M Cycling Elite ___ | Team Give Steel-2M Cycling Elite ___ | Team Give Steel-2M Cycling Elite ___ |
| ------------------------------------ | ------------------------------------ | ------------------------------------ |
| Nr.                                  | Rytter                               | Placering                            |
| 251                                  | Kasper Jul Øhlenschlæger             | 95.                                  |
| 252                                  | Tobias Aarup Levring                 | 62.                                  |
| 253                                  | Lucas Pihl Gaihede                   | 125.                                 |
| 254                                  | Oskar Rønn                           | 113.                                 |
| 255                                  | Mikkel Weber Zeyn                    | DNF                                  |
| 256                                  | Erik Christoffersen                  | DNF                                  |

| WPGA Amsterdam Racing Academy ___ | WPGA Amsterdam Racing Academy ___ | WPGA Amsterdam Racing Academy ___ |
| --------------------------------- | --------------------------------- | --------------------------------- |
| Nr.                               | Rytter                            | Placering                         |
| 261                               | Pieter Dekker (NED)               | 112.                              |
| 262                               | Tom Jonkmans (NED)                | DNF                               |
| 264                               | Igor Baars (NED)                  | 118.                              |
| 265                               | Finn Roumen (NED)                 | DNF                               |
| 266                               | Sven Burger (NED)                 | 61.                               |

| Cykling Odense ___ | Cykling Odense ___     | Cykling Odense ___ |
| ------------------ | ---------------------- | ------------------ |
| Nr.                | Rytter                 | Placering          |
| 271                | Arne Birkemose         | 63.                |
| 272                | Karl-Erik Rosendahl    | 114.               |
| 273                | Ian Millennium         | 31.                |
| 274                | Thomas Hald            | 97.                |
| 275                | Martin Hessner Nielsen | DNF                |
| 276                | Sebastian Juul         | 128.               |